# Farmington, Arkansas
Farmington är en stad (city) i Washington County i den amerikanska delstaten Arkansas med 5 974 invånare (2010). Orten hette ursprungligen Engles Mill efter grundaren William H. Engles.